# Речкалова (остановочный пункт)
Речка́лова — остановочный пункт Екатеринбургского региона Свердловской железной дороги на межстанционном перегоне Худяково — Ирбит. Расположен в деревне Речкалова Ирбитского района Свердловской области.

## Название
Современное название остановочного пункта Речкалова связано с его расположением в одноимённой деревне. Данное название присвоено приказом ОАО «РЖД» от 08.09.2022 № 50 и изданным на его основе приказом Росжелдора от 28.09.2022 № 520  в ходе кампании по присвоению наименований безымянным остановочным и раздельным пунктам Свердловской железной дороги (как правило, именуемым по километражу тех или иных железнодорожных веток). Приказ Росжелдора вступил в силу через 14 дней с момента подписания.
Ранее остановочный пункт назывался  179-м километром (179 км) по километражу устье-ахинского направления от станции Шарташ в городе Екатеринбурге.
Мероприятия по переименованию в рамках вышеупомянутой кампании проводились ещё с 2020 года.

## Географическое положение
Остановочный пункт Речкалова находится на 179-м километре железнодорожной ветки Шарташ — Егоршино — Устье-Аха, на перегоне Худяково — Ирбит. Железная дорога в данной местности проходит с юго-запада на северо-восток.
Остановочный пункт Речкалова расположен в Ирбитском районе и Ирбитском муниципальном образовании (границы района и муниципального образования полностью совпадают), в центральной части данных территориальных образований.
Остановочный пункт находится к северо-востоку от областного центра Екатеринбурга, к юго-западу от районного центра Ирбита, на юго-востоке деревни Речкаловой. Между самой деревней и железной дорогой проходит Камышловский тракт, ведущий из Ирбита в город Камышлов. Юго-восточнее остановочного пункта Речкалова, за железнодорожной лесополосой, простирается небольшое поле. Остановочный пункт и участок железной дороги в данном месте окружены землями 13-го квартала урочища колхоз «Дружба» Зайковского участкового лесничества Ирбитского лесничества.

## Пригородные перевозки
Остановочный пункт Речкалова находится на однопутном неэлектрифицированном участке Егоршино — Тавда. Здесь останавливаются пригородные поезда, курсирующие на данном участке в обоих направлениях. Вокзала на данном остановочном пункте нет.

### Электронные ресурсы
1. 1 2 3  Остановочный пункт 179 км. Фотолинии — Railwayz.info. Дата обращения: 29 марта 2023. Архивировано 29 марта 2023 года.
2. 1 2 3  Павел Яблоков. Новые имена транспортных объектов: выбор пассажиров Московского метро и Свердловской железной дороги. tr.ru (26 октября 2022). Архивировано 24 марта 2023 года.
3. ↑  О внесении изменений в перечень железнодорожных станций, открытых для выполнения соответствующих операций, и выполняемых ими операций — Правовые акты Росжелдора. Дата обращения: 29 марта 2023. Архивировано 28 марта 2023 года.
4. 1 2 3  Данные получены при помощи картографического сервиса Яндекс Карты.
5. ↑  Лесохозяйственный регламент Ирбитского лесничества Свердловской области (недоступная ссылка)
6. ↑  Речкалова — остановочный пункт — Точка-на-Карте. Дата обращения: 29 марта 2023. Архивировано 29 марта 2023 года.